# Dinastia XXV d'Egipte
La Dinastia XXV fou un període històric de l'antic Egipte, en el qual el país fou governat per reis d'origen nubià, que van sortir de Napata i s'enterraven al cementiri d'Al-Kurru d'aquesta ciutat. Kashta fou el primer rei que va dominar a Egipte, però només al sud, a Elefantina i Siene (Assuan), vers el 750 aC. El seu fill Piankhi II de Núbia va dominar Tebes vers el 730 aC i la zona del Delta vers el 720 aC i de fet fou el primer sobirà nubià d'Egipte (Piankhi I). La dinastia va continuar amb el seu fill o germà Shabaka I d'Egipte i II de Núbia, el fill o germà d'aquest, Shebiku, i després el seu germà Taharqa. Va acabar amb Tanutami, fill de Shabaka. Egipte va passar a Assíria.

## Llista de faraons de la XXV dinastia (Núbia i Egipte)
- Piankhi 747-716 aC
- Shabaka 716-702 aC
- Shebitku 702-690 aC
- Taharqa 690-664 aC
- Tanutami 664-653 aC

## Cronologia
| Dinastia precedent | Tercer període intermedi d'Egipte | Dinastia següent |
| Dinastia XXIV      | Dinastia XXV                      | Dinastia XXVI    |
| ------------------ | --------------------------------- | ---------------- |